# جفت الأمطار (فلم)
جفت الأمطار  فيلم دراما للمخرج سيد عيسى عام 1967 عن قصة الأديب عبد الله الطوخي  وكتب السيناريو والحوار المخرج بالتعاون مع السيناريست والمخرج رأفت الميهي. الفيلم من بطولة شكري سرحان، سميحة أيوب، نعيمة وصفي، سهير المرشدي، شفيق نور الدين، محمد الدفراوي، وعبد الغني قمر  وتدور الأحداث حول قرار الحكومة إنشاء جامعة على مساحة كبيرة من أرض قرية في ريف مصر ويضطر الفلاح حسين للرحيل بمفرده إلى الأرض الجديدة لإصلاحها تاركاً زوجته وأبنائه، ويتعرض لمواقف الغربة والفقر الصعبة طمعاً في مستقبل أفضل.
يعتبر الفيلم من أوائل أفلام السينما المصرية المستقلة.
صدر الفيلم إلى دور العرض المصرية في 4 سبتمبر 1967.
منح موقع قاعدة بيانات الأفلام على الإنترنت (imdb) الفيلم درجة 6.6/ 10.

## طاقم التمثيل
شكري سرحان: في دور حسين راشد
سميحة أيوب: في دور أمينة (زوجة حسين)
نعيمة وصفي: في دور أم أمينة (شقيقة الشيخ علي)
سهير المرشدي: في دور هنية أبو سليمان (شقيقة عواد)
شفيق نور الدين: في دور صديق حسب النبي (مستأجر في أرض الشيخ علي)
محمد الدفراوي: في دور عواد أبو سليمان
عبد الغني قمر: في دور الشيخ علي (خال أمينة)
أحمد أباظة: في دور خميس
علية عبد المنعم: في دور زوجة خميس
عبد العليم خطاب: في دور محمد أبو سليمان
حسين إسماعيل: في دور مرسي
عواطف رمضان: في دور زوجة مرسي
أحمد الجزيري: في دور حمزة (مستأجر في أرض الشيخ علي)
شريف يحيى: في دور مصطفى حسين راشد (الطفل ابن حسين وأمينة)
بالاشتراك مع: بدر نوفل – مرسي الحطاب – بثينة حسن – فتحية علي – سهير رضا – محمود أبو زيد – سعد ناشد – عبد الفتاح غبن – عبد العزيز غربية – قدرية عبد القادر – سمر كامل – مرفت سعيد - أهالي قرية بشلا 

## أحداث الفيلم
تعتزم الحكومة إنشاء جامعة على أرض «كفر نجيلة»، قرية في الريف المصري، وعندما يبدأ غرس أعمدة الحديد في الأرض الزراعية لتحديد أماكن التجريف، وتجهيز الأرض بالأسفلت، وتحضيرها لبناء المباني، يجتمع الفلاحين في المسجد لمناقشة ما يحدث، يقول من يساند رأي الحكومة أن إقامة الجامعة للمصلحة وأن الأرض التي سوف تستخدم لهذا الغرض ستقوم الدولة بتعويض ملاكها بالمال أو تسليمهم أرض مستصلحة في مناطق أخرى. تصل سيارات النقل إلى الكفر ويصعد من وافق من الفلاحين على استلام أرض جديدة حاملين أمتعتهم القليلة البالية. يمتلك الشيخ علي (عبد الغني قمر) وشقيقته أم أمينة (نعيمة وصفي) أرض يريد الحفاظ عليها ولذلك يدعو حسين (شكري سرحان) زوج ابنة شقيقته، أمينة (سميحة أيوب)، للبقاء بالقرية ولكن حسين يصر على الرحيل للأرض الجديدة، وعندما ترفض زوجته يتركها في بيت أمها، مع أطفالها الأربعة، ويرحل. تسقر سيارات النقل في منطقة أرضها غير مستصلحة وحولها بيوت أعدت للسكن ولكنها لا توافق ما اعتاده الفلاحين الذين خاب أملهم. يعود بعض الفلاحين لقريتهم ويواصل البعض الآخر العمل لاستصلاح الأرض الجديدة، وتظهر الآلات الزراعية المساعدة في تمهيد الأرض. يشعر حسين بالغربة ويظل عم صديق (شفيق نور الدين) يواسيه، كما تنتهز الشابة الجميلة هنية أبو سليمان (سهير المرشدي) وحدة حسين لكي تتقرب منه طمعاً في أن يتزوجها. تتسبب الرياح القوية في حوادث وحرائق تؤدي إلى موت صديق وزوجة خميس (أحمد أباظة)، ويقرر الفلاحين العودة إلى قريتهم ولكن مندوب من الحكومة يجتمع بهم ويشرح كيف أن إجراءات السلامة لم تتبع ويعدهم بالمساعدة في تخطي الحوادث المؤسفة وإعادة بناء البيوت المحترقة. يطلب حسين من صديقة عواد أبو سليمان (محمد الدفراوي) وزوجته فتحية وولده وأيضا شقيقته هنية المبيت في عشة كان قد أقامها بجوار الأرض، وفي الليل تتسلل هنية إلى حسين وتحتضنه وهو يعاني من إجهاد شديد وتفاجئها زوجة عواد وتنهرها وتتوعدها. يطلب حسين من عواد أن يتزوج شقيقته هنية ولكنه يرفض ويذكره بزوجته وأطفاله الأربعة، ويعلمه أن خميس طلب زواج هنية، بعد موت زوجته، وهو قد وافق. تحاول هنية إقناع حسين بالهرب ويرفض لإيمانه بأن الأرض الجديدة سوف تكون أرضهم الجديدة ولكنه يعود ويقرر الهرب مع هنية، بينما يسرق مصطفى، ابن حسين وأمينة، عشرة جنيهات من أم أمينة ويسارع بالهرب متجها لأبيه. على الطريق، ليلاً، تحزم هنية ملابسها وتنتظر حسين للهرب من الأرض الجديدة وتشير لسيارة نقل للتوقف ويخرج منها الصغير مصطفى لتحتضنه هنية وتسلمه لوالده. تنشب مشادة بين أمينة وأمها وتغادر البيت بصحبة بناتها بينما ابنها مصطفى يمارس فلاحة الأرض مع أبوه، ولا تصبر أمينة على ما هي فيه فتحمل بناتها وترحل ليستقبلها حسين بسعادة لم الشمل.

## نقد وتعليقات
كتبت نيرفانا سامي على موقع «الميزان»: «رغم أن فيلم جفت الأمطار لا يعرفه الكثيرون وحتى بعض العاملين في صناعة السينما، إلا أنه كان شهادة ميلاد للأفلام المستقلة في مصر، فيلم قرر صناعه البعد عن قيود شركات الإنتاج في تناول القضية السياسية ضاربين بكل القيود التي وضعت على الصناعة في ذلك الوقت من قبل الرقابة الفنية عرض الحائط»، وتواصل الكاتبة قائلاً أن الفيلم يظهر بوضوح وجه آخر لحركة 23 يوليو وضباطها الأحرار لم يره المصريين.
كتب أحمد السيد النجار على موقع صحيفة الأهرام في 18 يوليو 2014 متحدثاً عن رأفت الميهي: «يحلم بسينما مختلفة تحترم الحرفة مع وعي برسالة الفن التي تتلخص في السعي نحو تغيير الواقع إلى الأفضل، وهو ما دفعه للتعاون مع المخرج سيد عيسى القادم من موسكو ليقدم من خلاله أول سيناريو له عن رواية» جفت الأمطار«للكاتب عبد الله الطوخي متناولا حلم الخروج من الشريط الزراعي الضيق، والأمل في استصلاح أراض جديدة رغم المعاناة والمعوقات.. كان الفيلم غريبا عن السينما السائدة موضوعا وأسلوبا وإخراجا فهو يغرد خارج السرب، إضافة إلى عرضه في نهاية عام 1967 في ظروف هزيمة يونيو التي أرخت سدولها على الوطن.»
اعتبر أحمد الهواري، من صحيفة المصري اليوم، أن فيلم «جفت الأمطار» هو أول فيلم روائي طويل مصرى مستقل بالمعنى الكامل وكتب في 5 فبراير 2014: «صوره المخرج بالكامل في قريته بالمنصورة بمشاركة أهلها من الفلاحين والطلبة، وعلى الرغم من ظهور تجارب بعدها صنفها النقاد كأفلام مستقلة ومنها»أنياب" للمخرج محمد شبل، إلا أنها أفلام أنتجتها شركات بتكلفة قليلة، لكنها ليست مستقلة."
أشادت داليا سليم بأداء طاقم التمثيل وبالتحديد أداء سميحة أيوب في دور الفلاحة وكتبت على موقع «الأرض» في 8 ديسمبر 2015: "بعد صدور قانون الإصلاح الزراعي عام 1952، اتجهت السينما المصرية لإنتاج عدد من الأفلام التي تمثل حالة الظلم التي عاشها الفلاح المصري قبل صدور هذا القانون، وصراعه مع الإقطاع في تلك الفترة. وكان أبرزها فيلم «جفت الأمطار» للكاتب رأفت الميهي عام 1967، والذي جسدت فيه دور الفلاحة الفنانة القديرة سميحة أيوب"، كما أشاد الدكتور عمرو دوارة بتميز أداء سميحة أيوب خلال مسيرتها الفنية ورصد تميزها في تقديم المرأة الريفية في فيلم «جفت الأمطار.»
أعتبر أحمد السماحي، على موقع «شهريار» في 23 يونيو 2020، أن فيلم «جفت الأمطار» هو أهم تجربة للمخرج سيد عيسى. ولاحظت منال بركات، على موقع سينماتيك، أن موهبة رأفت الميهي المبكرة جذبت أنظار صناع السينما بعدما قدم أول أعماله فيلم «جفت الأمطار».
تحدث أمير العمري على موقع صحيفة العرب في 17 أغسطس 2018، عن التجديد في الطرح على شاشة السينما فقال: «في الستينات، تصوّرت الدولة أنها يجب أن تمد سيطرتها ولو جزئيا على الإنتاج السينمائي، ليس بهدف التحكم الكامل في عملية الإبداع السينمائي، فسينما التسلية لم تكن تمثل بما تنتجه أي خطورة على المؤسسة الحاكمة، ولكن لكي تتمكن من تأكيد بعض توجهاتها السياسية والاجتماعية في عدد من الأفلام التي تموّل الدولة إنتاجها. في تلك الفترة ظهرت بعض الأفلام الجيّدة التي تعكس طموحا سينمائيا للتعبير عن القضايا الاجتماعي»، وخص بالذكر الأفلام: «البوسطجي» للمخرج حسين كمال، و«الحرام» للمخرج هنري بركات، و«المتمردون» للمخرج توفيق صالح، و«جفت الأمطار» للمخرج سيد عيسى، و«القاهرة 30» للمخرج صلاح أبوسيف، و«الجبل» للمخرج خليل شوقي.

## وصلات خارجية
- جفت الأمطار على موقع IMDb (الإنجليزية)
- جفت الأمطار على موقع قاعدة بيانات الأفلام العربية
- جفت الأمطار على موقع قاعدة بيانات الفيلم (الإنجليزية)
- جفت الأمطار على موقع ليتربوكسد (الإنجليزية)
- جفت الأمطار على موقع كينوبويسك (الروسية)
- جفت الأمطار على موقع الدهليز
- جفت الأمطار على موقع كاروهات

https://letterboxd.com/film/the-rain-stopped/ جفت الأمطار (فيلم)
https://www.csfd.sk/film/740005-gaffet-el-amtar/hraju/ جفت الأمطار (فيلم)
https://www.filmweb.pl/film/Gaffet+el+amtar-1967-446138 جفت الأمطار (فيلم)
https://www.themoviedb.org/movie/732312?language=ar-SA جفت الأمطار (فيلم)
https://www.interfilmes.com/filme_285468_Gaffet.el.amtar.html جفت الأمطار (فيلم)
https://flyx.me/movie/5d3400dc873b0f3019805eae/gaffet-el-amtar نسخة محفوظة 8 نوفمبر 2022 على موقع واي باك مشين. جفت الأمطار (فيلم)
https://www.cinemagia.ro/filme/gaffet-el-amtar-104154/?&ref=mobile جفت الأمطار (فلم)